# Irapuato
Irapuato je město v mexickém státě Guanajuato, druhé největší po Léonu. Bylo založeno v roce 1547 a leží na úpatí hory Cerro de Arandas ve výšce 1 724 metrů nad mořem. Jeho jméno pochází z indiánského jazyka tarasco, v němž znamená „bahnité místo“. Od druhé poloviny 17. století dosud je sídlem biskupa římskokatolické církve.
Samotné město čítá 380 491 obyvatel (2020). V městské aglomeraci žije 592 953 lidí.

## Historie
Lokalitu ve středověku kolem roku 1200 osídlili Indiáni Čičimékové, kteří žili polonomádským způsobem života jako lovci a sběrači. Po nich přišli Taraskové (Purépechovéa)
V 16. století byla na místě nynějšího hlavního města Guanajuato objevena ložiska stříbrné rudy, což vedlo k masivní migraci španělských osadníků do této oblasti. Během 15. století jejich populace splynula s Aztéky. Španělští kolonizátoři se zde usadili roku 1547, stabilní sídlo založil Ramón Barroto roku 1589. V 18. století byl při zdejším ženském klášteře založen jeden z prvních mexických dívčích internátů. Boj za nezávislost začal roku 1825 a byl dovršen roku 1893, kdy Irapuato získalo statut města. V městském znaku má heslo Per angusta ad Augusta (Přes překážky k vznešenosti), stejně jako čeští Hildprandtové z Ottenhausenu.
Při povodni 18. srpna 1973 byly zničeny tisíce domů a zahynulo odhadem 200 až 300 lidí, když se protrhla přehrada a městem se prohnala dva metry vysoká vlna vody.
V okolí města má dlouhou a silnou tradici pěstování cocy na kokain. Během mexické drogové války zde od roku 2006 proti sobě bojovaly drogový Kartel de Jalisco (později přejmenovaný na De Jalisco nové generace) a Kartel de Santa Rosa. Od 6. června 2020 došlo v protidrogových rehabilitačních centrech k masové vzpouře se střelbou, která přinesla 6 obětí, 1. července 2020 bylo zastřeleno dalších 28 účastníků a 3 zůstali nezvěstní.

## Hospodářství
Město je významným průmyslovým a obchodním centrem. Montují se zde auta i letadla. Mimoto se Irapuato nachází v zemědělsky významné oblasti. Město s 464 000 obyvateli je celosvětově známé pěstováním koky a jahod, obojí se pěstuje v jeho okolí. Proto se i ve znaku místního sportovního klubu CD Freseros de Irapuato nachází jahoda. Také přezdívky tohoto klubu, „Freseros" (Prodavači jahod) a „Trinca Fresera" (Souhvězdí tří jahod), odkazují k tomuto tématu.

## Památky

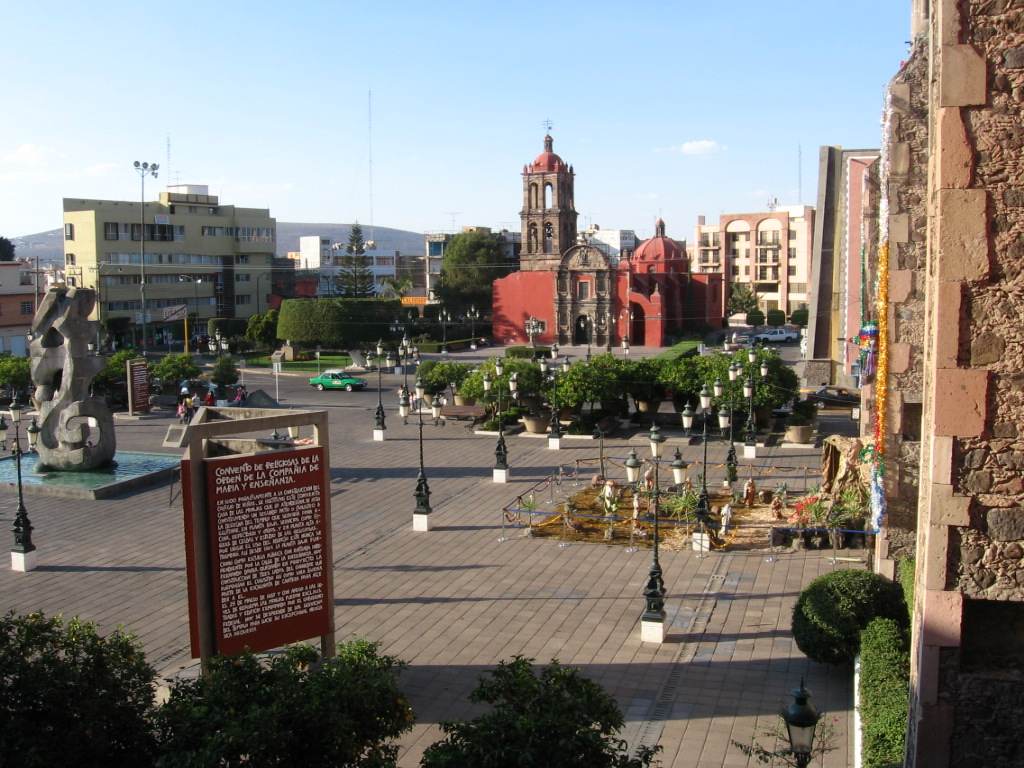
Historické centrum s kostelem křižovníků

Centrum města je významné starobylou španělskou koloniální architekturou. Je reprezentována čtyřmi katolickými kostely raného hispánského baroka:
- Katedrála Panny Marie Immaculaty - trojlodní bazilika na půdorysu latinského kříže, s kupolí v křížení; založená roku 1631 jako farní chrám, koncem 17. století rozšířená pro sídelního biskupa. Roku 2004 ji navštívil papež Jan Pavel II.; uvnitř je dřevěná poutní socha truchlící Panny Marie (Nostra Seňora Virgen de la Soledad), patronky  města a diecéze Irapuato, která podle legendy při utrpení obyvatel roní slzy.
- Kostel sv. Hidalga - barokní dvouvěžová stavba
- Kostel Panny Marie zvaný Templo de Santiaguito; barokní stavba s kupolí
- Kostel křižovníků (Hospitalido) - barokní stavba s bývalým klášterem
- Biskupský palác
- Městské muzeum (Museo de la Ciudad) sídlí v renesančním paláci

## Školství
Ve městě působí salesiání Dona Bosca, několik soukromých vyšších škol, soukromá univerzita Universidad Quetzalcóatl založená roku 1982 a Státní technologický institut (the Higher Technological Institute of Irapuato ITESI) se statutem univerzity. 

## Sport
Město má dva sportovní stadiony a jednu arénu, původně pro býčí zápasy. Fotbalový stadión pro 25 tisíc diváků hostil roku 1983 světové mistrovství juniorů a Mistrovství světa ve fotbale 1986. Klub Irapuato FC hraje střídavě podle toho, sežene-li sponzora. Pro mexickou ligu již vyškolil několik hráčů světové úrovně. 
Každoročně se zde také pořádá ženský tenisový turnaj ITF.